# Noel Hunt
Noel Hunt (Waterford, 26 dicembre 1982) è un ex calciatore irlandese, di ruolo attaccante, tecnico del Reading.

## Biografia
Anche suo fratello maggiore, Stephen, è stato un calciatore professionista.

## Palmarès

### Club

#### Competizioni nazionali
- Football League Championship: 1

Reading: 2011-2012
- Campionato inglese di quarta divisione: 1

Portsmouth: 2016-2017
- Football League One: 1

Wigan: 2017-2018